# Honda Logo
Honda Logo — легковий автомобіль від японського концерну Honda, що відноситься до сегменту «B» по європейській класифікації. Виготовлявся з 1996 по 2001 рік і був замінений на Honda Jazz (попередником Honda Logo був Honda City першого покоління). На базі Honda Logo був створений кросовер Honda HR-V.

## Опис

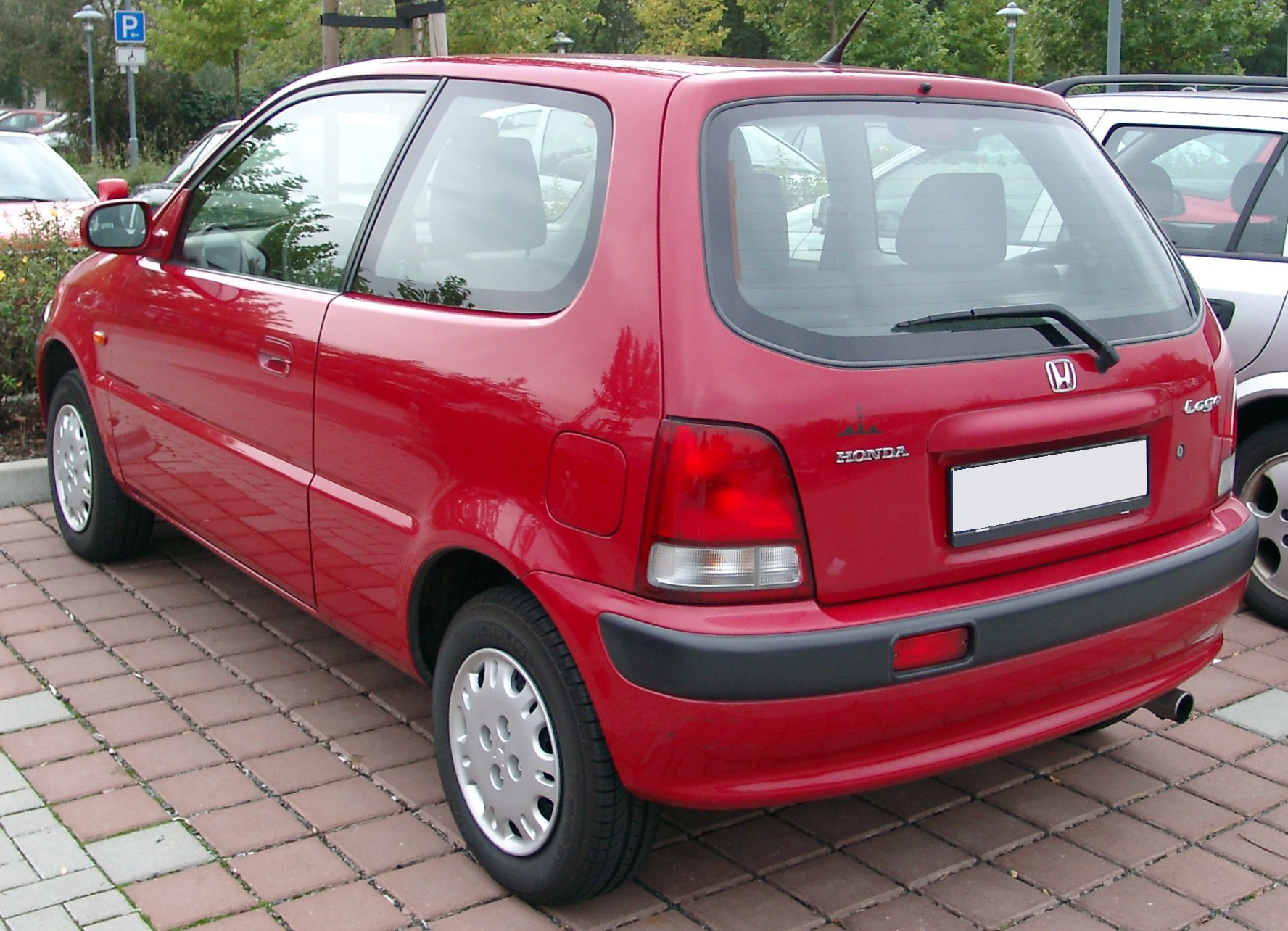
Honda Logo 3-дв.

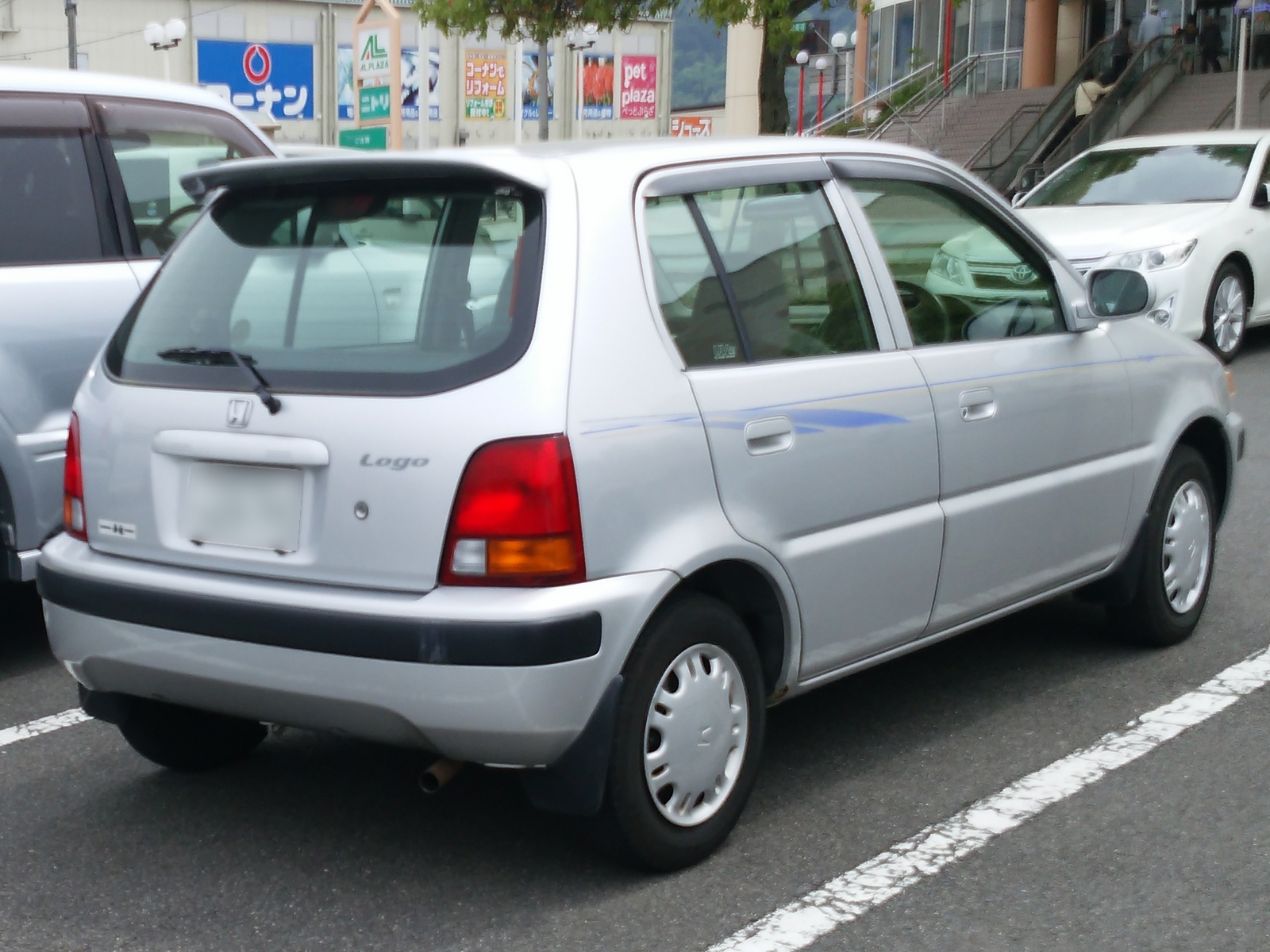
Honda Logo 5-дв.

У 1996 році концерн Honda, продовжуючи політику виробництва автомобілів для активного відпочинку (recreational vehicle), випустивши автомобіль Logo. У ці роки зовнішність цього хетчбека обіцяла велику популярність, так як простота притягувала споживачів. Продавався не тільки на внутрішньому японському ринку, а й в Європі. Однак, продажі в Європі провалилися.
Причиною того, що цьому автомобілю, незважаючи на його розкішне оформлення і оснащення салону в порівнянні з попередніми компактними хетчбеками, так і не вдалося домогтися нормального рівня продажів, стала зміна вимог ринку. В цей час попитом почали користуватися високі компактні машини - в ці характеристики добре вписується, наприклад, Mazda Demio, що з'явилася на ринку трохи раніше.
Кузов Logo представлений в 3-дверному і 5-дверному варіанті. Оснащується Logo тільки 1,3-літровим рядним 4-циліндровим двигуном D13B SOHC потужністю 66 к.с. У 1998 році в модифікаційний ряд моделі була додана спортивна комплектація з 16-клапанним двигуном SOHC потужністю 91 к.с. Крім цього, на Logo зустрічається система 4WD Fulltime і коробка передач Multi Matic S. Також пропонувався варіант з варіатором. У перші роки випуску передня частина кузова Logo не мала решітки радіатора. Поява міні-решітки повністю змінило зовнішній вигляд всього автомобіля.

## Двигуни
- 1.3 л D13B I4 SOHC 66 к.с.
- 1.3 л D13B I4 SOHC 91 к.с.